# توماس س. كيلي
توماس س. كيلي (بالإنجليزية: Thomas C. Kelly)‏ هو كاهن كاثوليكي أمريكي، ولد في 14 يوليو 1931 في روتشستر في الولايات المتحدة، وتوفي في 14 ديسمبر 2011.